# حيدر علي (ممثل)
حيدر علي، (ولد في شباط/فبراير 1948)، ممثل وكاتب سياريو هندي، أول سلسلة تلفزيونية شارك بخا كانت عام 1986، وكتب سيناريو الفيلم الشهير جودا أكبر 2008.

## حياته الشخصية
حيدر علي هو الابن الأصغر للمثلة بارميلا.

## المهنة
حيدر علي قام بأول دور له في التلفزيون في مسلسل نوكاد عام 1986 بدور راجا، ثم مسلسل سيركس (1989).

## فيلموغرافيا

### أفلام
- Akriet (1981, Marathi)
- Saaransh (1984)
- Aaj (1987)
- Main Zinda Hoon (1988)
- Salim Langde Pe Mat Ro (1989) as Nathu Seth
- Baazi (1995) as Inspector Damji
- Daayraa (1996) as Garage Owner
- Khoobsurat (1999)
- Phir Bhi Dil Hai Hindustani (2000) as Shahrukh's Father
- Love Ke Liye Kuch Bhi Karega (2001) as Dance master
- Chalte Chalte (2003) as Postman
- Khoya Khoya Chand (2007) as Michael
- Kismat Konnection (2008) as Mr. Bakshi
- Shortkut (2009) as Film Director
- Trump Card (2009)
- File 25 (2010)

### المسلسلات
- Nukkad (1986–87) as Raja
- Circus (1989) as Ringmaster

## References
1. ↑  Pramila – The first Miss India نسخة محفوظة 08 سبتمبر 2018 على موقع واي باك مشين.
2. ↑  "Jodha Akbar official website, list of crew members". مؤرشف من الأصل في 2018-09-29.
3. ↑  Interview of Haider Ali: The mastermind behind Jodhaa Akbar نسخة محفوظة 24 June 2013 at Archive.is [وصلة مكسورة]

## روابط خارجية
- حيدر علي على موقع IMDb (الإنجليزية)
- حيدر علي على موقع ألو سيني (الفرنسية)
- حيدر علي على موقع أول موفي (الإنجليزية)
- حيدر علي على موقع قاعدة بيانات الفيلم (الإنجليزية)
- حيدر علي على موقع كينوبويسك (الروسية)
- Haider Ali at Bollywood Hungama